# Skattebøl-Umlagerung
Die Skattebøl-Umlagerung bezeichnet eine organisch-chemische Reaktion, die geminale Cyclopropan-Dihalogenide mittels einer Organolithium-Base in ein Allen überführt. Die Umlagerungsreaktion ist nach ihrem Entdecker, dem norwegischen Chemiker Lars Skattebøl (* 1927), Professor emeritus an der Universität Oslo, benannt. Sie verläuft über ein Carben:
Diese Umlagerung ist finaler Teilschritt der Doering-LaFlamme-Allensynthese, in welcher zuerst der Cyclopropanring durch die Addition von Dibromcarben an Olefine synthetisiert wird.
Trägt der Cyclopropanring an 2-Position eine Vinylgruppe, wird ein Cyclopentadien gebildet, da das Carben im Übergangszustand durch die räumliche Nähe zu einer Doppelbindung stabilisiert wird.
Ein derart stabilisiertes Carben wird in der englischsprachigen Fachliteratur auch foiled carbene – zu deutsch etwa gehemmtes Carben – genannt, da die Stabilisierung bekannte Reaktionswege der Carbene verhindert.